# Taneytown
Taneytown est une localité du comté de Carroll au Maryland.
La population était de 6 728 habitants en 2010.
Le Bullfrog Road Bridge (en) qui la relie à Emmitsburg est classé au  National Register of Historic Places depuis 1978.